# Boxweltmeisterschaften 1991
Die 6. Amateur-Boxweltmeisterschaften der Herren fanden vom 15. bis zum 23. November 1991 im australischen Sydney statt.

## Ergebnisse

### Halbfliegengewicht (- 48 kg)
| Platz | Land | Athlet          |
| ----- | ---- | --------------- |
| 1     | USA  | Eric Griffin    |
| 2     | CUB  | Rogelio Marcelo |
| 3     | PUR  | Nelson Dieppa   |
| 3     | BUL  | Daniel Petrow   |

### Fliegengewicht (- 51 kg)
| Platz | Land | Athlet          |
| ----- | ---- | --------------- |
| 1     | HUN  | István Kovács   |
| 2     | PRK  | Choi Chol-su    |
| 3     | EGY  | Mustafa Hassan  |
| 3     | BUL  | Julijan Strogow |

### Bantamgewicht (- 54 kg)
| Platz | Land | Athlet            |
| ----- | ---- | ----------------- |
| 1     | BUL  | Serafim Todorow   |
| 2     | CUB  | Enrique Carrión   |
| 3     | URS  | Wladislaw Antonow |
| 3     | PRK  | Li Gwang-sik      |

### Federgewicht (- 57 kg)
| Platz | Land | Athlet          |
| ----- | ---- | --------------- |
| 1     | BUL  | Kirkor Kirkorow |
| 2     | KOR  | Duk-Kyu Park    |
| 3     | ALG  | Hocine Soltani  |
| 3     | CUB  | Arnaldo Mesa    |

### Leichtgewicht (- 60 kg)
| Platz | Land | Athlet          |
| ----- | ---- | --------------- |
| 1     | GER  | Marco Rudolph   |
| 2     | URS  | Artur Grigorian |
| 3     | ROM  | Vasile Nistor   |
| 3     | AUS  | Justin Rowsell  |

### Halbweltergewicht (- 63,5 kg)
| Platz | Land | Athlet              |
| ----- | ---- | ------------------- |
| 1     | URS  | Kostya Tszyu        |
| 2     | USA  | Vernon Forrest      |
| 3     | NGR  | Moses James         |
| 3     | CUB  | Candelario Duvergel |

### Weltergewicht (- 67 kg)
| Platz | Land | Athlet           |
| ----- | ---- | ---------------- |
| 1     | CUB  | Juan Hernández   |
| 2     | GER  | Andreas Otto     |
| 3     | AUS  | Stefan Scriggens |
| 3     | ROM  | Francisc Vaștag  |

### Halbmittelgewicht (- 71 kg)
| Platz | Land | Athlet               |
| ----- | ---- | -------------------- |
| 1     | CUB  | Juan Carlos Lemus    |
| 2     | URS  | Israjel Hakobkochjan |
| 3     | GER  | Torsten Schmitz      |
| 3     | NOR  | Ole Klemetsen        |

### Mittelgewicht (- 75 kg)
| Platz | Land | Athlet            |
| ----- | ---- | ----------------- |
| 1     | ITA  | Tommaso Russo     |
| 2     | URS  | Alexander Lebsjak |
| 3     | CAN  | Chris Johnson     |
| 3     | CUB  | Ramón Garbey      |

### Halbschwergewicht (- 81 kg)
| Platz | Land | Athlet            |
| ----- | ---- | ----------------- |
| 1     | GER  | Torsten May       |
| 2     | URS  | Andrei Kurnjawka  |
| 3     | TUR  | Mehmet Gürgen     |
| 3     | CAN  | Robert Dale Brown |

### Schwergewicht (- 91 kg)
| Platz | Land | Athlet            |
| ----- | ---- | ----------------- |
| 1     | CUB  | Félix Savón       |
| 2     | NED  | Arnold Vanderlyde |
| 3     | NZL  | David Tua         |
| 3     | KOR  | Sung Bae Choe     |

### Superschwergewicht (- 91 kg)
| Platz | Land | Athlet            |
| ----- | ---- | ----------------- |
| 1     | CUB  | Roberto Balado    |
| 2     | BUL  | Swilen Rusinow    |
| 3     | URS  | Jewgeni Beloussow |
| 3     | USA  | Larry Donald      |

## Medaillenspiegel
| Rang | Land               | Gold | Silber | Bronze | Gesamt |
| ---- | ------------------ | ---- | ------ | ------ | ------ |
| 1    | Kuba               | 4    | 2      | 3      | 9      |
| 2    | Bulgarien          | 2    | 1      | 2      | 5      |
| 3    | Deutschland        | 2    | 1      | 1      | 4      |
| 4    | Sowjetunion        | 1    | 4      | 2      | 7      |
| 5    | Vereinigte Staaten | 1    | 1      | 1      | 3      |
| 6    | Ungarn             | 1    | 0      | 0      | 1      |
| 6    | Italien            | 1    | 0      | 0      | 1      |
| 8    | Nordkorea          | 0    | 1      | 1      | 2      |
| 8    | Südkorea           | 0    | 1      | 1      | 2      |
| 10   | Niederlande        | 0    | 1      | 0      | 1      |
| 11   | Australien         | 0    | 0      | 2      | 2      |
| 11   | Kanada             | 0    | 0      | 2      | 2      |
| 11   | Rumänien           | 0    | 0      | 2      | 2      |
| 14   | Algerien           | 0    | 0      | 1      | 1      |
| 14   | Ägypten            | 0    | 0      | 1      | 1      |
| 14   | Nigeria            | 0    | 0      | 1      | 1      |
| 14   | Norwegen           | 0    | 0      | 1      | 1      |
| 14   | Neuseeland         | 0    | 0      | 1      | 1      |
| 14   | Puerto Rico        | 0    | 0      | 1      | 1      |
| 14   | Türkei             | 0    | 0      | 1      | 1      |
|      | Gesamt             | 12   | 12     | 24     | 48     |